# María Carlota Monroy
María Carlota Monroy (Ciudad de Guatemala, 1954) es una entomóloga, docente e investigadora guatemalteca. En el 2004 obtuvo la Medalla de Ciencia y Tecnología otorgada por parte del Consejo Nacional de Ciencia y Tecnología de Guatemala. Sus investigaciones han servido como base para implementar programas nacionales, uno de ellos es el programa Nacional de control del vector de la Enfermedad de Chagas.El cual se creó entre el Ministerio de Salud Pública, Cooperación Japonesa, la Organización Panamericana de la Salud –OPS- y las universidades guatemaltecas.

## Trayectoria
En 1979 se graduó como bióloga en la Facultad de Ciencias Químicas y Farmacia Archivado el 30 de octubre de 2020 en Wayback Machine. de la Universidad de San Carlos de Guatemala desde ese entonces sus primeras investigaciones abordaban temas de transmisión de enfermedades por insectos, como lo demuestra su tesis «Infección experimental de simulium ochraceum con microfilarias de onchocerca volvulus.»
En 1990 obtuvo una Maestría en Microbiología Médica de la Universidad de Karolinska, Suecia. En 1992 fundó el Laboratorio de Entomología Aplicada y Parasitología, con el objetivo de investigar enfermedades transmitidas por insectos. En el laboratorio, ella y sus colegas realizaron los primeros estudios sobre la enfermedad de Chagas en Guatemala. Monroy ha dedicado su vida al estudio y erradicación de esta enfermedad. Su objetivo es solucionar problemas de salud relacionados con problemas ambientales. 
En el año 2003 continuó sus estudios y obtuvo un doctorado en Entomología Médica de la Universidad de Uppsala en Suecia. En el 2014 viajó a Montreal, Canadá como experta de la enfermedad de Chagas para el EcoHealth 2014.
En el 2018, los programas que contenían sus aportes científicos, obtuvieron un reconocimiento por parte de la Organización Mundial de la Salud y Organización Panamericana de la Salud en Washington D.C. Ambas organizaciones concluyeron que el enfoque era innovador y tomaba en cuenta a las comunidades. La estrategia consistió en métodos para manejar animales y mejorar las viviendas sin utilizar insecticidas. Los materiales que utilizan para mejorar las viviendas son locales (cal, selecto o ceniza volcánica, arena y lodo) porque comprobó que las chinches habitan en estas un 90 por ciento.
Monroy realiza labores de divulgación científica a través del laboratorio, como sucedió en el año 2019 cuando impartió un diplomado local sobre Chagas y Seguridad Alimentaria y Nutricional en Guatemala.